# Pernes, Pas-de-Calais
Pernes är en kommun i departementet Pas-de-Calais i regionen Hauts-de-France i norra Frankrike. Kommunen ligger i kantonen Heuchin som tillhör arrondissementet Arras. År 2022 hade Pernes 1 586 invånare.

## Befolkningsutveckling
Antalet invånare i kommunen Pernes
| Referens: INSEE |